# Wanda Sciaccaluga
Wanda Sciaccaluga (Milano, 20 agosto 1920 – Palermo, 9 aprile 2001) è stata una ballerina e attrice italiana.

## Biografia
Nata a Milano nel 1920, Wanda Sciaccaluga è stata prima ballerina del Teatro alla Scala di Milano negli anni '40. La sua carriera è stata indissolubilmente legata ad Ugo Dell'Ara, che ha sposato nel 1952. Interprete di carattere in svariate rappresentazioni, coreografate tra gli altri anche da Aurel Milloss, si è dedicata negli anni '60 e '70 all'insegnamento privato formando generazioni di danzatrici e danzatori tra Milano, Napoli e il Teatro Massimo di Palermo. 
Negli anni '40 ha avuto anche una breve carriera di attrice cinematografica. 

## Filmografia
- Incontro con Laura (1945), regia di Carlo Alberto Felice - attrice
- Uomini senza Domani (1948), regia di Gianni Vernuccio - attrice
- Voulez-vous jouer avec moâ? (1954), regia di Franco Enriquez - ballerina, attrice

## Televisione
- Pulcinella affamato in Palestina (1956) - ballerina